# علامة كرو
علامة كرو هي وجود نمش إبطي عند الأشخاص الذين يعانون من ورم عصبي ليفي من النوع الأول (مرض فون ريكلينغاوسين). يحدث هذا النمش عند حوالي 30% من الأشخاص الذين يعانون من هذا المرض ونسبتهم حوالي سدس الذين تمّ تشخيصهم بالورم العصبي الليفي. كما يمكن أن يتواجد هذا النمش في مناطق أخرى في حالة الورم العصبي الليفي كالثنية الأربية ومناطق تحت النخاع ومؤخر العنق.
سميت هذه العلامة الطبية على اسم فرانك كرو (2 تموز\يوليو، 1919- 29 نيسان\أبريل، 1987)، وهو طبيب أمريكي مارس طب الأمراض الجلدية في بويسي، أيداهو. عام 1956 أدرك كروّي وآخرونوراثة جسيمة مهيمنة من الورم العصبي الليفي واستخدام 6 مناطق لتشخيص الحالة. عام 1964، نشر كروّي بحثاً حول استخدام النمش الإبطي في التشخيص، وهو ما يشار إليه الآن بعلامة كرو. لاحظ كرو أن النمش الإبطي يوجد عند حوالي 20-30% من المرضى بالورم العصبي الليفي، لكنه لم يتحقق من المرضى الذين لم يكونوا مرضى بالورم.
يحدث نمش الإبط في حالات مرضية أخرى أيضاً تشبه NF1 إلى حدٍ كبير، كمتلازمة ليغيوس (بقع القهوة بالحليب، نمش إبطي، ضخامة الرأس بدون وجود عقيدات ليتش، ورم عصبي أو أورام الجهاز العصبي المركزي)، وتغيّر في طفرات HNPCC متماثلة الجينات (بقع القهوة بالحليب، نمش الإبط، ورم عصبي ليفي جلدي في حالة سرطان القولون الوراثي، والمعروف بمتلازمة لينتش؛ تبدو في التاريخ العائلي لHNPCC وفي حالات صلة القرابة)